# واد اكلا (العلاوية)
واد اكلا هو دُوَّار يقع بجماعة صدينة، إقليم تطوان، جهة طنجة تطوان الحسيمة في المملكة المغربية. ينتمي الدوّار لمشيخة العلاوية التي تضم 7 دواوير. يقدر عدد سكانه بـ 834 نسمة حسب الإحصاء الرسمي للسكان والسكنى لسنة 2004.

## روابط خارجية
- البوابة الوطنية للجماعات الترابية
- المندوبية السامية للتخطيط